# Stockbridge, Michigan
Stockbridge är en ort (village) i Ingham County i Michigan. Vid 2010 års folkräkning hade Stockbridge 1 218 invånare.